# Apopterygion alta
Apopterygion alta es una especie de pez de la familia Tripterygiidae en el orden de los Perciformes.

## Morfología
• Los machos pueden llegar alcanzar los 4,5 cm de longitud total.

## Hábitat
Es un pez de mar y de clima subtropical y demersal que vive entre 5-77 m de profundidad.

## Distribución geográfica
Se encuentra al sur de Australia: desde el norte de Tasmania hasta  Victoria.

## Observaciones
Es inofensivo para los humanos.